# Ally MacLeod
Ally MacLeod, właśc. Alistair Reid MacLeod (ur. 26 lutego 1931, zm. 1 lutego 2004) – szkocki piłkarz, a później trener piłkarski.

## Kariera
MacLeod zadebiutował w szkockim klubie Third Lanark F.C. w 1947 roku. Debiutował przeciwko zespołowi Stirling Albion. W 1953 miał duży udział w wygranej 10:0 przeciwko Alloa Athletic, asystując przy pięciu golach, samemu strzelając dwa. W roku 1956 przeniósł się do St. Mirren FC, sześć tygodni później kupił go zespół Blackburn Rovers F.C. Został wybrany najlepszym piłkarzem finału Pucharu Anglii, który jednak Blackburn przegrało 3:0 z Wolverhampton Wanderers.
W 1963 opuścił klub i trafił do Hibernianu, gdzie grał sezon przed powrotem do Third Lanark F.C. Karierę zakończył w 1965 w klubie Ayr United F.C.

## Kariera trenerska
Prowadził zespół narodowy Szkocji w finałach Mistrzostw Świata 1978. Reprezentacja zawiodła w dwóch pierwszych meczach turnieju, przegrywając z Peru i remisując z Iranem; w ostatnim spotkaniu grupowym Szkotom udało się pokonać Holandię 3:2, która później zdobyła wicemistrzostwo świata, ale nie wystarczyło to do dalszego awansu (obok Holandii wyszło z grupy – na pierwszym miejscu – Peru).